# 森野安弘
森野 安弘（もりの やすひろ、1933年（昭和8年）12月8日 - ）は、東京都出身の軍事評論家、元陸上自衛官（最終階級は陸将）。

## 来歴
- 1957年（昭和32年）に防衛大学校第1期生として卒業後、陸上自衛隊に入隊。主な職歴は第4特科群長、北部方面総監部防衛部長、陸上幕僚監部防衛部長、東部方面総監部幕僚長兼市ヶ谷駐屯地司令、第8師団長、東北方面総監[要出典]。

- 1991年（平成3年）に退官の後、『森野軍事研究所』を開所、同所の所長となる[要出典]。

- 2003年（平成15年）8月には特定非営利活動法人『環境・災害対策研究所』を設立、同所理事長を務めている[要出典]。

## 主な著書
いずれも「森野軍事研究所」として出版。
- 『次世代の陸上自衛隊』かや書房、1996年2月
- 『邦人救出作戦 朝鮮半島有事』かや書房、1998年6月
- 『チャイナ・ウエーブ―激動のアジア』かや書房、2000年5月
- 『「国を守る」とはどういうことか』阪急コミュニケーションズ、2001年11月